# Jorge Sebastián Núñez
Jorge Sebastián Núñez (* 10. Dezember 1986 in Rosario) ist ein ehemaliger argentinischer Fußballspieler.

## Karriere
Sebastián spielte in seiner argentinischen Heimat für den CSD General Roca. 2005 wechselte er nach Japan. Hier unterschrieb er einen Vertrag beim Erstligisten Nagoya Grampus Eight. 2006 wechselte er zum Zweitligisten Consadole Sapporo.